# Lac Noir (Albanie)
 (septembre 2023).
Si vous disposez d'ouvrages ou d'articles de référence ou si vous connaissez des sites web de qualité traitant du thème abordé ici, merci de compléter l'article en donnant les références utiles à sa vérifiabilité et en les liant à la section « Notes et références ».
Pour les articles homonymes, voir Lac Noir.
Le Lac Noir (en albanais : Liqeni i Zi), est un lac situé à Bulqizë, dans la municipalité de Dibër dans le centre-est de l'Albanie. 
Il est reconnu comme zone protégée en 2002 et couvre une superficie de 0,8 hectare.